# Coupe d'Ouzbékistan féminine de volley-ball
La Coupe d'Ouzbékistan de volley-ball féminin est une compétition de volley-ball organisée par la Fédération d'Ouzbékistan de volley-ball (O'zbekiston Voleybol Federatsiyasi, UVF). Elle a été créée en 1997.

## Palmarès
| Année | Vainqueur               | Score                       | Finaliste               |
| ----- | ----------------------- | --------------------------- | ----------------------- |
| 1997  | SKIF Tachkent           |                             |                         |
| 1998  | SKIF Tachkent           |                             |                         |
| 1999  | SKIF Tachkent           |                             |                         |
| 2000  | SKIF Tachkent           |                             |                         |
| 2001  | SKIF Tachkent           |                             |                         |
| 2002  | SKIF Tachkent           |                             |                         |
| 2003  | To'maris-SKIF Tachkent  |                             |                         |
| 2004  | To'maris-SKIF Tachkent  |                             |                         |
| 2005  | Xorazmkollej Ourguentch |                             |                         |
| 2006  | SKIF Tachkent           |                             |                         |
| 2007  | SKIF Tachkent           |                             |                         |
| 2008  | SKIF Tachkent           |                             |                         |
| 2009  | SKIF Tachkent           |                             |                         |
| 2010  | SKIF Tachkent           |                             |                         |
| 2011  | SKIF Tachkent           | Round-robin                 | Nukus ped.instituti     |
| 2012  | SKIF Tachkent           | Round-robin                 | Xorazmkollej Ourguentch |
| 2013  | SKIF Tachkent           | Round-robin                 | Olimp Navoicollege      |
| 2014  | SKIF Tachkent           | Round-robin                 | Nukus ped.instituti     |
| 2015  | SKIF Tachkent           | 3 - 0 (25-22, 25-16, 25-16) | Nukus ped.instituti     |